# Климешти (Бакау)
Климешти (рум. Climești) насеље је у Румунији у округу Бакау у општини Берешти-Бистрица. Oпштина се налази на надморској висини од 241 m.

## Становништво
Према подацима из 2002. године у насељу је живело 322 становника, од којих су сви румунске националности.